# Семафор

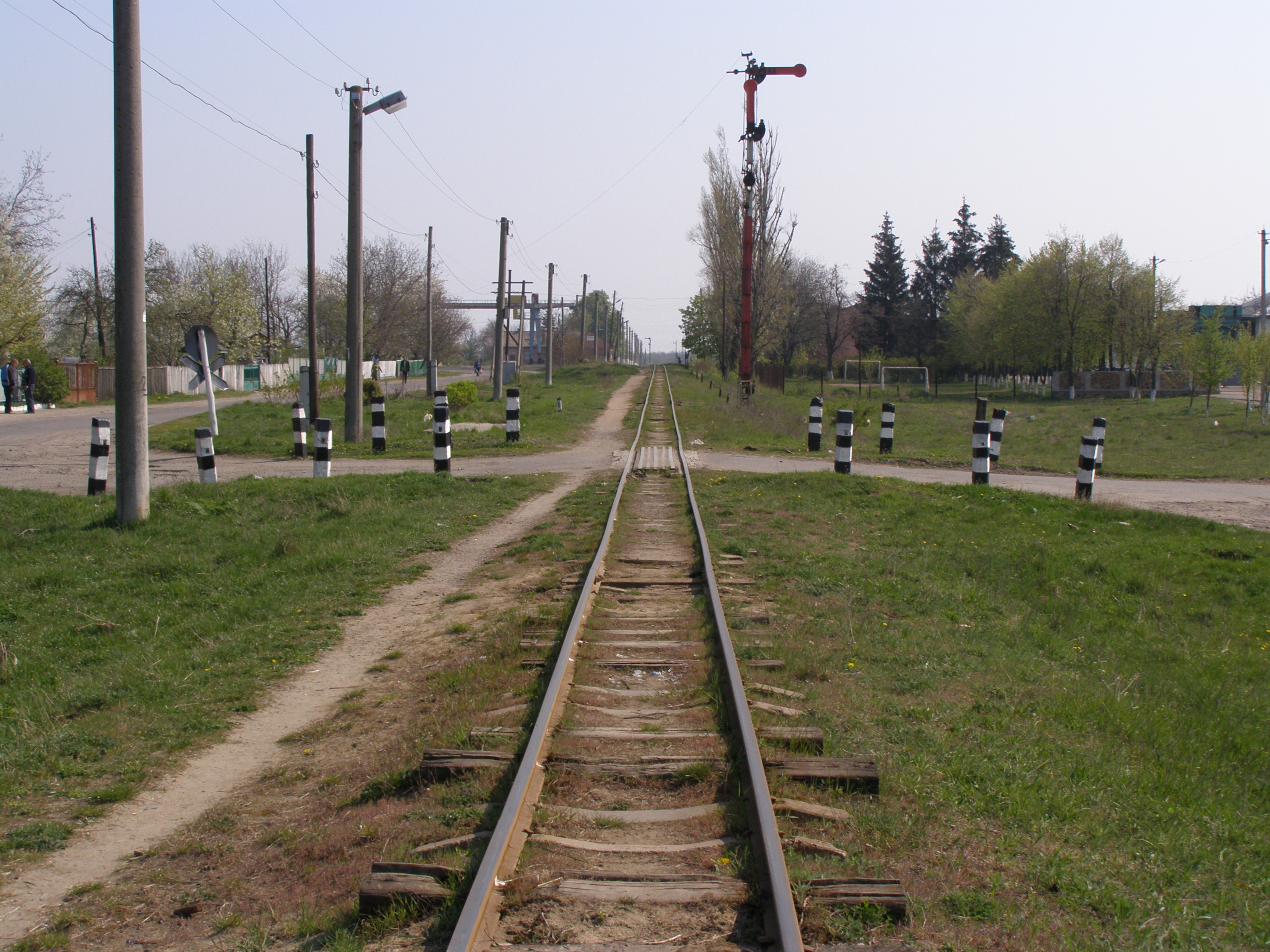
Семафор на вузькоколійній залізниці с. Флорине, Бершадський р-н, Вінницька обл.

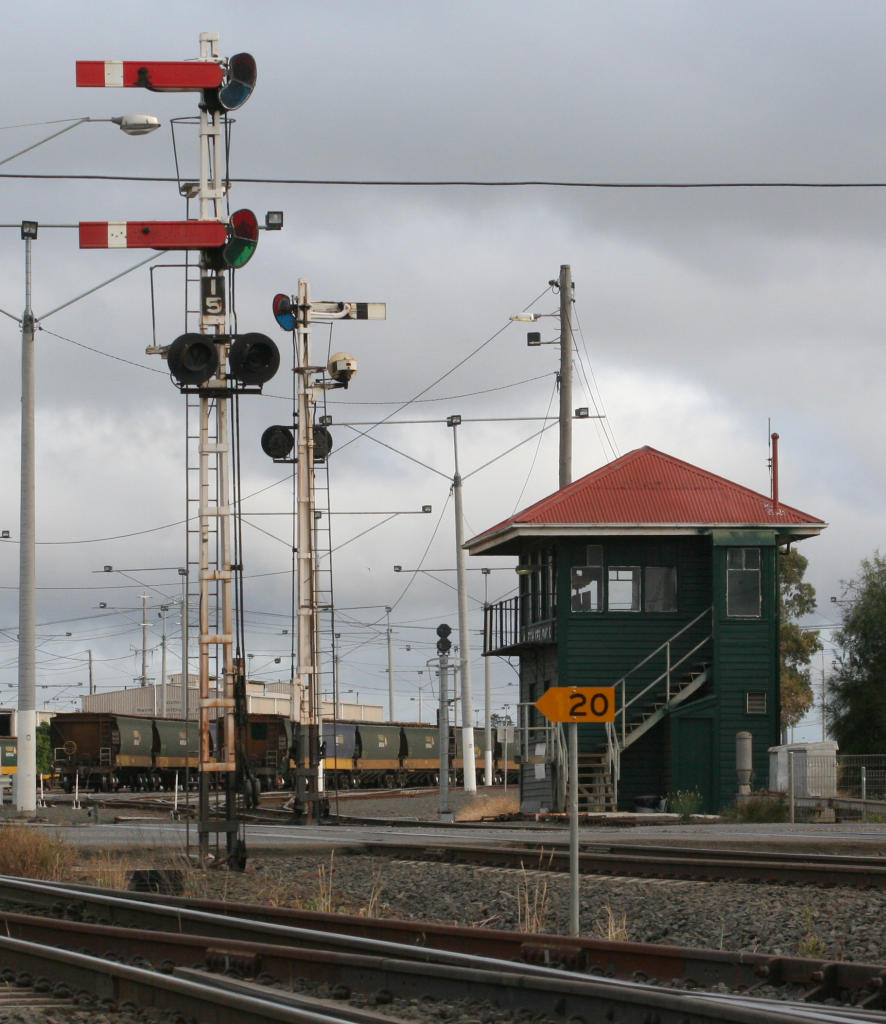
Семафор у штаті Вікторія, Австралія

Семафо́р (від грец. σήμα — «знак, сигнал» і φέρω — «несу») — засіб сигналізації на залізниці. Нині витіснений світлофорами.

## Конструкція
Семафор складається із щогли, закріплених на ній рухомо одного чи кількох крил (або дисків) та сигнального привода (лебідки) з гнучкою тягою, що може бути включена до механічної централізації.
Вночі на щоглі встановлюються знімні ліхтарі і тримачі-люнети (опускаються і підіймаються спеціальним механізмом-для зручності їх обслуговування). У люнети вставлені кольорові сигнальні лінзи. При зміні положення крила семафора люнета переміщується перед сигнальним ліхтарем, розміщуючи лінзу відповідного кольору перед ним. Сигналами є певне положення крил (удень) та відповідний колір світла ліхтарів (уночі). Для контролю положення семафора з боку станції (поста керування) використовуються ті ж самі сигнальні ліхтарі і такі ж люнети, але зі зворотного боку ліхтарів, які в закритому положенні крил семафора сигналізують в бік станції прозоро-білим вогнем, а у відкритому — зеленим (відповідно до кількості відкритих крил).

## Значення сигналів
Семафор з одним крилом подає такі сигнали:
Крило опущене горизонтально
Червоний вогонь (вночі)«Стій!»
Крило підняте під кутом 135°
Зелений вогонь (вночі)«Шлях вільний».
Семафор з двома крилами застосовують на станціях, де поїзди можуть прийматися на бокову колію чи прямувати на відгалуження.
Верхнє крило опущене горизонтально
Нижнє піднято вертикально (сховане вздовж щогли)
Червоний вогонь (вночі)«Стій!»
Верхнє крило підняте під кутом 135°
Нижнє піднято вертикально (сховане вздовж щогли)
Зелений вогонь (вночі)«Шлях вільний. Поїзд прямує по головній колії».
Обидва крила встановлено під кутом 135°
Вночі зелений вогонь під верхнім крилом, жовтий вогонь — під нижнім.«Шлях вільний. Поїзд іде на бокову колію (або з бокової, або на відгалуження) з відхиленням по стрілкових переводах, швидкість обмежено».
Третє крило і жовтий ліхтар під ним (вночі) можуть вказувати на готовність маршруту для проїзду в інший район станції.
Семафори бувають:
- вхідні — для дозволу або заборони поїзду заїхати на станцію;
- вихідні — для дозволу або заборони поїзду вирушити зі станції (тобто виїхати на перегон);
- маршрутні — для дозволу або заборони поїзду переїхати з одного району станції в інший;
- прохідні, прикриття та ін.

Існують також попереджувальні диски. Вони не подають заборонних сигналів, а лише попереджують про сигнал, який подає наступний головний семафор, до якого цей диск є попереджувальним. Наприклад, піднятим вертикально жовтим диском (так, що з поїзда видно всю площину диска), і жовтим вогнем вночі — про наближення до закритого семафора, а якщо семафор відкритий, то диск повертається на ребро, тобто горизонтально (вночі зелений вогонь). Світлосигнальний механізм попереджувального диска такий самий, як і на семафорах. Для контролю положення диска зі сторони станції вночі теж використовуються прозоро-білий і зелений вогні, як і на семафорах. При потребі показати положення вихідного семафора, попереджувальний до цього семафора диск встановлюється на щоглі вхідного семафора і в такому випадку називається «диском наскрізного проходу». При маневрах використовуються маневрові щити. Сигнальний механізм такий самий, як і у попереджувального диска, тільки замість диска застосовується щит, розфарбований на зразок шахової дошки. Якщо «шахова дошка» стоїть вертикально (видно всю її площину) — це означає, що маневрування заборонено, якщо ж щит повернутий горизонтально — маневри дозволено. Вночі сигнальні вогні-синій (забороняє маневри) і місячно-білий (дозволяє маневри).
На залізницях України застосовуються (дуже рідко) лише семафори з одним чи з двома крилами (вхідні, вихідні, прохідні, семафори прикриття на малодіяльних станціях, не обладнаних електричною централізацією стрілок, та на ділянках, не обладнаних автоматичним блокуванням).